# Universumhuset

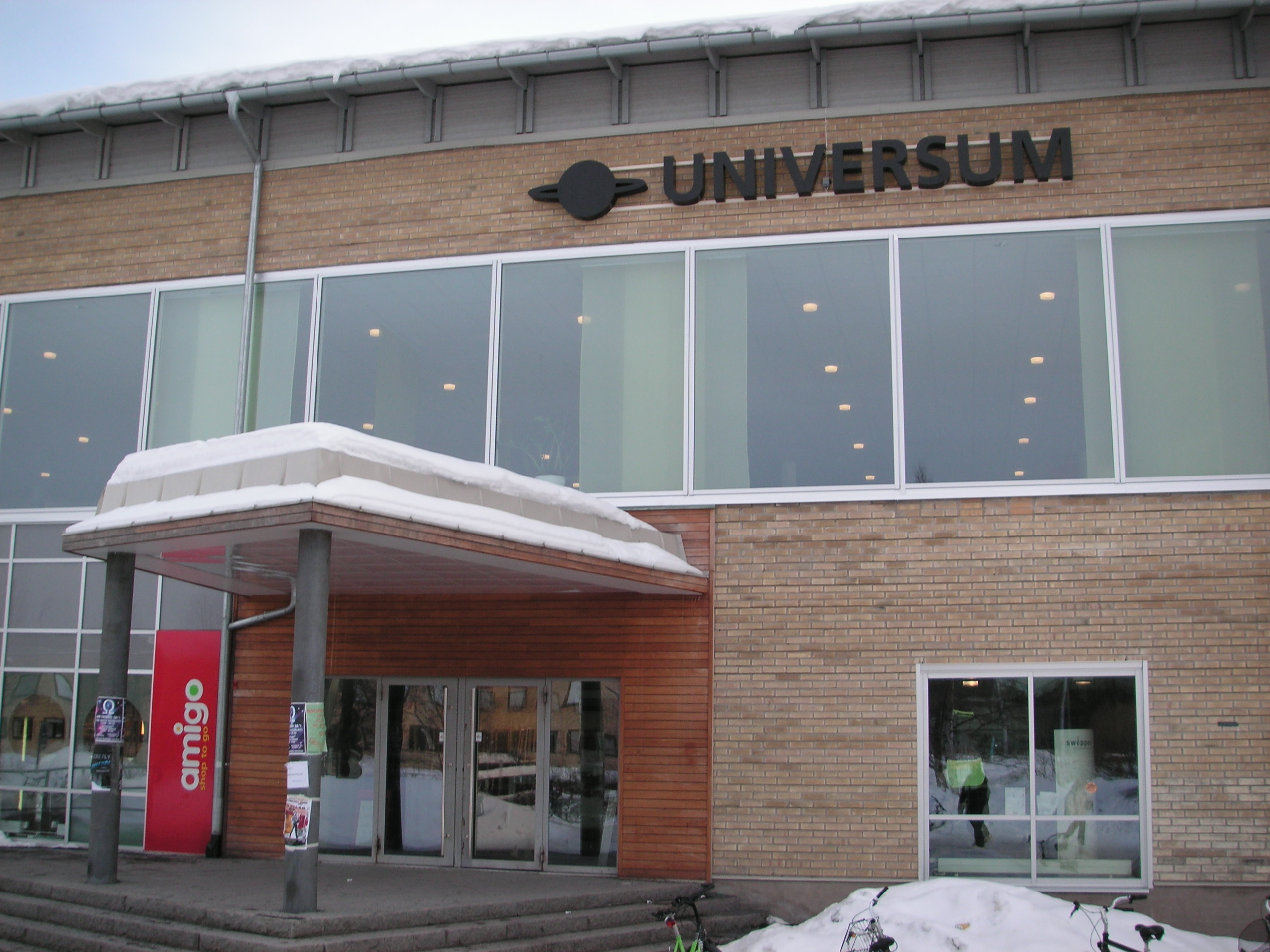
Ingången till Universum.

Universumhuset (eller bara Universum) är en byggnad centralt placerad på Umeå universitets campus, som rymmer Aula Nordica, kårexpedition, restauranger, kafé, frisersalong och studielokaler. Byggnaden ägs av Akademiska Hus.

## Historia
Efter Samhällsvetarhuset och universitetsbiblioteket var Universumhuset den tredje byggnad som uppfördes vid universitetsdammen, inflyttningsklart 1970. Huset var egentligen två – en del med student- och personalmatsal och ett kårhus, ägt av Umeå studentkår – med ägogränsen synligt markerad med en dilatationsfog genom hela foajén och genom att golvets kalkstensbeläggning lagts i olika riktningar i respektive del.
I praktiken uppfattades huset ändå som ett, inte minst för att huvudplanets matsalar och samlingslokaler – med en sammanlagd yta om 3 600 kvm en trappa upp – på kvällar och helger användes som danslokal och restaurang; enligt samtida annonsering Europas största, med  plats för 1 800 personer på flera dansgolv och musikscener. Abba, Carola, Sweet och Manfred Mann's Earth Band var några av hundratals artister som uppträdde i Universum på 1970- och 1980-talen.
"Att förse universitetet med ett allaktivitetshus var en viktig punkt på dagordningen vid 1960-talets slut. Iden kring en central byggnad där alla, studenter såväl som allmänhet, skulle kunna umgås, äta och koppla av växte fram i den anda av kollektiv gemenskap som präglade studentlivet vid tiden", skriver Katrin Holmqvist i sin bok om arkitekturen vid Umeå universitet
Men lika avgörande var nog Byggnadsstyrelsens inspirationsresa 1964 till det då nybyggda Mensa (det tyska ordet för studentmatsal) vid tekniska högskolan i Braunschweig. Målet, att tillhandahålla "billig vardagskost av tillfredsställande kvalitet" löstes i Braunschweig genom långt driven mekanisering och servering enligt löpande band-principen. Med hjälp av ett enrättssystem och specialtillverkade plastbrickor skulle man uppnå en serveringshastighet av 30–40 portioner/minut, att jämföra med 6–7 portioner vid en traditionell självservering. Enligt Byggnadsstyrelsens beräkningar uppskattades kostnaden till mindre än en fjärdedel av motsvarande måltid på en vanlig restaurang – och systemet kom till stor del att användas i byggnaden fram till 1990, då restaurangdelen byggdes om helt.

## Om- och tillbyggnader

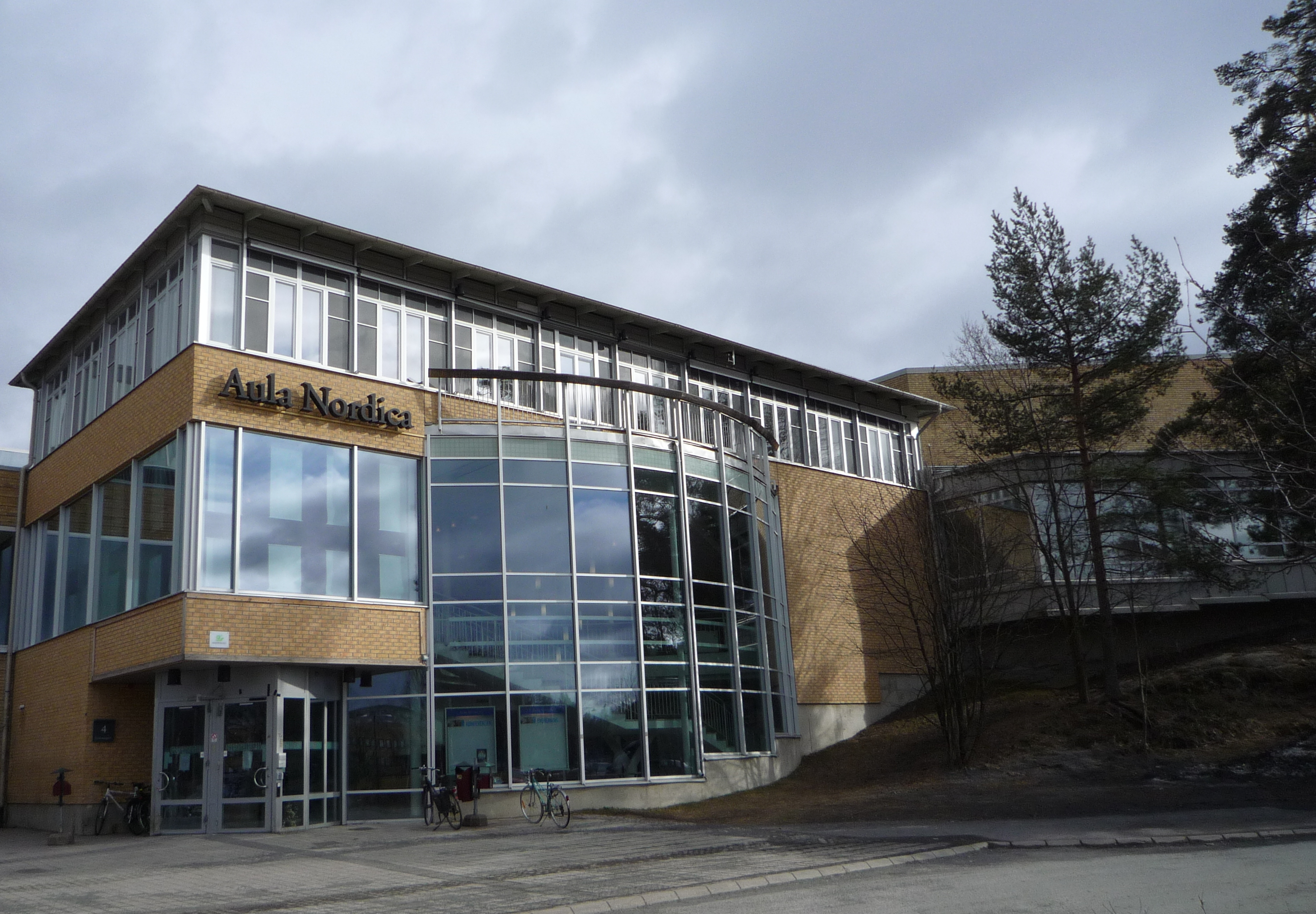
Aula Nordica.

1988 utvidgades Universum med flygelbyggnaden Aula Nordica – en konsert- och konferenslokal med plats för drygt ettusen besökare – som 1997 byggdes om och till. I september 2006 återinvigdes Universumhuset efter omfattande renoveringar som bland annat innebar att huvudingången, som tidigare varit mot parkeringen i väster, flyttades till norra fasaden, vänd mot Campustorget och Universitetsbiblioteket.
Vid ett idéseminarium våren 2014 presenterades tre förslag till en ny ombyggnad av Universum, med ambitionen att åter göra huset till en naturlig entré till universitetet och ett nav för information och service, såväl till studenter som personal och besökare.